# Diakritiske tegn
Denne side handler om accenttegn i sprog. For musikalske accenttegn, se accent (musik).
Diakritiske tegn er tegn, som sammen med et bogstav angiver betoningen af stavelsen eller ændrer udtalen af bogstavet. Det sættes altid over eller under bogstavet.
(I modsætning til apostrof, der sættes lige efter bogstavet (fx cd'en); apostrof er ikke en accent, men bruges ved udeladelse af bogstaver eller ved angivelse af genitiv).

## Accenttegn
Almindeligvis forstås med accenttegn accent aigu. Brugen af accenttegn er ikke påkrævet i dansk retskrivning, men kan hjælpe på forståelsen.
På dansk bruges normalt kun accent aigu. Aigu anvendes især i forbindelse med bogstavet e (fx allé, idé), men også over andre vokaler (børnene fór ud ad døren). Accent grave brugtes tidligere over a (fx 2 stk. à 3 kr.), men er ikke længere korrekt.
Retskrivningsreglernes §5 beskriver brugen af accenttegn.

## Eksempler på andre sprogs diakritiske tegn
- Accent aigu (´)
  - Aigu er fransk og betyder spids, skarp eller gennemtrængende. Accent aigu betegner på mange sprog en betonet vokal (fx dansk, spansk og græsk) men kan på andre sprog betegne en bestemt vokalkvalitet (fransk, italiensk) eller -længde (latin, irsk, oldnordisk).
- Accent grave (`)
  - Fra 1986 ikke autoriseret på dansk. Brugtes tidligere i fx "7 stykker à 3 kroner"
- Cirkumfleks (^)
- Tilde (~)
  - Tilføjes på spansk over "n" ("ñ") for at markere, at n'et udtales palataliseret, dvs. med j-agtig klang. Fx udtales "piñata" hen ad /pinjata/.

| Dansk ord    | Engelsk ord | Tegn | Tegnudtale                       |
| ------------ | ----------- | ---- | -------------------------------- |
| accent aigu  | acute       | é    | som i "café"                     |
| tilde        | tilde       | ñ    | som i "pinje"                    |
| cedille      | cedilla     | ç    | ç som i "cykel"                  |
| cirkumfleks  | circumflex  | ê    | som i "forêt"                    |
| háček        | caron       | č    | som i "tjekke"                   |
| tréma        | dieresis    | ë    | alle vokaler udtales separat     |
| accent grave | grave       | à    | som i "tre bananer à tre kroner" |
| ogonek       | ogonek      | ą    | nasallyd                         |

## Eksempler
Eksempler på brugen af accenttegn:
- accent grave: Dan Turèll
- accent aigu: idé
- accent tréma: Citroën (udtales [ɛn] på fransk), men trema angiver, at o og ë ikke er en diftong, men to selvstændige vokaler i udtalen

I dansk retskrivning bruges accenttegn (accent aigu) til at:
- Skelne mellem homonymer med stykstærkt -e eller -er:
  - Morter i betydningen køkkenredskab kontra mortér i betydningen krumbanevåben
  - Alle (mængde) kontra allé (vej).
  - moler kontra molér (en lerart).
- Skelne mellem homonymer med lang vokallyd:
  - "Manden spiser mós" (mad) kontra "manden spiser mos" (plante).
  - "En vís person" (klog) kontra "en vis person" (en særlig person).
- Præcisere, hvor trykket skal ligge i en sætning:
  - "Hunden gǿr dagen lang" (giver lyd) kontra "hunden gør dagen lang" (besørger).
  - "Jeg har én bil" (og ikke flere) kontra "jeg har en bil" (i modsætning til ingen bil).

Herunder ses samtlige danske vokaler med almindeligt accenttegn (accent aigu):
 Á á É é Í í Ó ó Ú ú Ý ý Ǽ ǽ Ǿ ǿ Ǻ ǻ 
(Retskrivningsreglerne fraråder dog brug af Ǻ/ǻ.)

## Alfabetisering
Ved alfabetisering skal et bogstav med og uden diakritisk tegn indordnes på samme sted i sorteringsrækkefølgen, selv om bogstavet uden diakritisk tegn ligger et andet sted i computeralfabetet end bogstavet med. I sjældne tilfælde er der behov for at tage stilling til rækkefølgen ved former, der er ens på nær de diakritiske tegn. Rækkefølgen er: ´ ` ˆ ˜ ¨, altså 'alle' før 'allé', 'forèt' før 'forêt'. På italiensk kommer accent grave før accent aigu. De andre sprog følger den franske norm, hvor det er omvendt. Stort begyndelsesbogstav i et ord kommer før lille; men på svensk er det omvendt.